# De Trooz (tramhalte)
Jules de Trooz is een Brusselse tram- en bushalte van de MIVB ten noorden van het centrum van Brussel, tussen Schaarbeek en Laken in en in de buurt van de zogeheten Noordruimte. De halte ligt op de Julez de Troozsquare en is er dan ook naar genoemd. Het plein ligt op het kruispunt van de Koninginnelaan, Paleizenstraat, Groendreef, Werkhuizenkaai en Antwerpsesteenweg en is vernoemd naar Jules de Trooz, Belgisch premier in 1907.
Op het plein zelf stoppen drie tramlijnen en een buslijn. Aan de overzijde van het kanaal heeft ook buslijn 57 (die enkel tijdens de spits rijdt) een halte De Trooz, maar die ligt een paar honderd meter verwijderd van de reguliere halte.
In het kader van het Gewestelijk Expresnet vroeg het Brussels Hoofdstedelijk Gewest aan de NMBS om op spoorlijn 50 een GEN-halte 'De Trooz' te openen. Vanwege beperkte middelen van de NMBS en Infrabel werd er niet ingegaan op deze vraag. In studies werd het potentieel van het station als eerder beperkt ingeschat.

## Plaatsen en straten in de omgeving
- De Julez de Troozsquare, Koninginnelaan, Paleizenstraat, Groendreef en Antwerpsesteenweg
- De Noordruimte

Legrand · 
Abdij · 
Vleurgat · 
Baljuw · 
Defacqz · 
Stefania · 
Louiza · 
Poelaert · 
Kleine Zavel · 
Koning · 
Paleizen · 
Park · 
Congres · 
Kruidtuin · 
Gillon · 
Sint-Maria · 
Lefrancq · 
Liedts · 
Thomas · 
Masui · 
Jules De Trooz · 
Over de Bruggen · 
Prinses Clementina · 
Moorslede · 
Bockstael · 
Jacob Fontaine · 
Jetse Haard · 
Kerkhof van Jette · 
Guillaume de Greef · 
Brugmann-ziekenhuis · 
Polikliniek Brugmann · 
Stiénon · 
Stadion